# Абитов, Хизир Яхьяевич
Хизир Яхьяевич Абитов (кабард.-черк. Абыт1э Яхья и къуэ Хъызыр; 6 апреля 1941, аул Али-Бердуковский, ЧАО — 17 апреля 2013) — поэт-публицист. Член Союза писателей СССР (1984), народный поэт Карачаево-Черкесской Республики.

## Биография
- 1971 — окончил Новочеркасский гидромелиоративний техникум.
- 1971 — 1994 — инженер-гидротехник
- С 1994 — литконсультант Союза писателей КЧР.

Публикуется с конца 50-х гг. Первый сборник стихов вышел в 1962. Абитов — автор 9 поэтических и публицистических книг: «Созвездие» (1988); «Рассвет» (1991); «Истоки» (1995).

## Награды
- Медаль ордена «За заслуги перед Отечеством» II степени (1 декабря 2006 года) — за заслуги в области культуры и искусства, многолетнюю плодотворную деятельность[3].
- Народный поэт Карачаево-Черкесской Республики.